# Đường A479

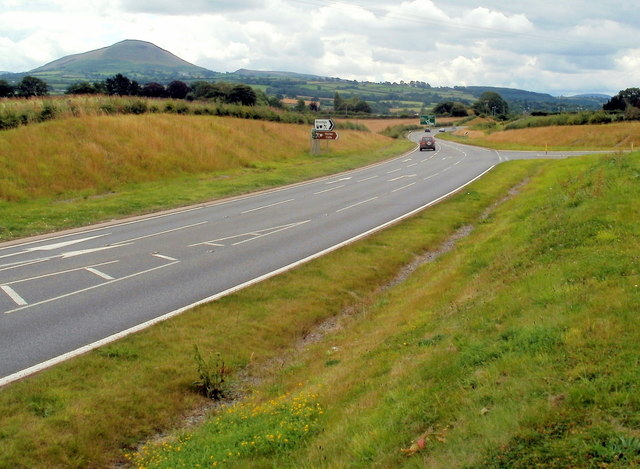
A479 băng qua Bronllys

Đường A479, còn được gọi chính thức là Đường chính Công viên Glanusk (Crickhowell) -  Llyswen, là một con đường trục chính ở Wales. Con đường này kết nối Crickhowell với Llyswen qua thung lũng Rhiangoll và Talgarth, băng qua Vườn quốc gia Brecon Beacons.

## Lộ trình
Con đường bắt đầu từ Công viên Glanusk gần Crickuowell và theo chạy dọc theo hướng bắc đến Llyswen, nơi nó giao nhau với đường A470. A479 chạy hoàn toàn trong quận Powys và chỉ có một luồng đi  trong suốt chiều dài của nó. Từ Crickhowell đến Talgarth, con đường băng qua Vườn Quốc gia Brecon Beacons, men theo thung lũng Rhiangoll.

## Lịch sử

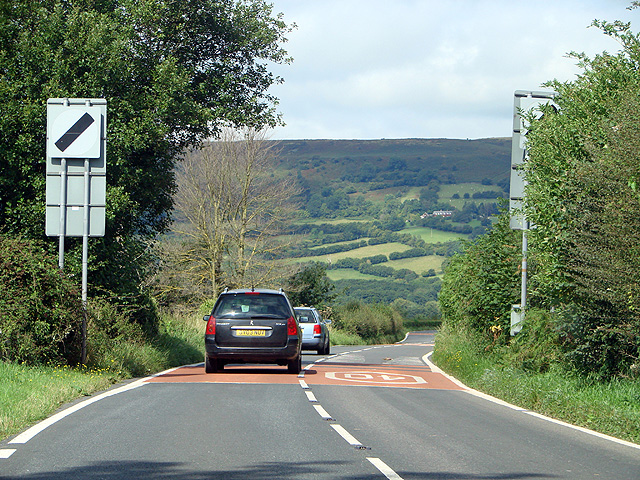
A479 ở phía bắc của Tretower

A479 ban đầu chạy từ Builth Wells đến Rhayader. Đoạn đường này hiện là A470. Một đoạn đường ngắn gần Llyswen đã được xây dựng lại vào năm 1995.
Một con đường tránh Talgarth và Bronllys bắt đầu được xây dựng vào năm 2006. Một phần của đường tránh Talgarth nằm trên Đường sắt Mid-Wales trước đây. Vì đoạn đường này chạy qua Brecon Beacons nên cần phải xử lý để giảm thiểu sự gián đoạn giao thông với vùng nông thôn gần đó. Vì vậy, một tuyến đường cụ thể của đường cao tốc thiết lập và hàng rào được xây dựng lại phù hợp với các phần hiện có của con đường. Đường tránh được mở cửa vào năm 2009.

## Giao thông
Năm 2005, A479 được liệt kê là một trong những con đường nguy hiểm nhất ở Wales trong một báo cáo của AA Motorway Trust. Vào năm 2013, một báo cáo khác cũng có nội dung tương tự.
Đoạn A479 giữa Pengenffordd và Talgarth thường xuyên bị sụt lún. Một đoạn đường phía nam Talgarth đã bị đóng cửa vào tháng 3 năm 2016. Vào tháng 2 năm 2017, con đường đã bị đóng cửa trong một thời gian dài để đặt lại nền móng mới. Vào tháng 2 năm 2020, một đoạn đường gần Talgarth đã bị đóng cửa sau một vụ sập trong cơn bão Dennis. Những hư hỏng ảnh hưởng đến bề mặt và nền của con đường, khiến nó phải tiếp tục đóng cửa cho đến tháng 11.